# 合川郡
合川郡，中国唐朝时设置的郡。
唐玄宗天宝元年（742年），改叠州置合川郡。治所在合川县（今甘肃省迭部县电尕镇然闹古城）。下辖合川县、常芳县（今甘肃省迭部县阿夏乡阿夏林场）。辖境相当今甘肃省迭部县一带。唐肃宗乾元元年（758年）改为叠州。